# (500375) 2012 TX55
(500375) 2012 TX55 es un asteroide perteneciente al cinturón de asteroides, descubierto el 8 de febrero de 2010 por Wide-field Infrared Survey Explorer desde el telescopio espacial Wide-Field Infrared Survey Explorer (WISE), Estados Unidos.

## Designación y nombre
Designado provisionalmente como 2012 TX55.

## Características orbitales
2012 TX55 está situado a una distancia media del Sol de 3,095 ua, pudiendo alejarse hasta 3,423 ua y acercarse hasta 2,767 ua. Su excentricidad es 0,105 y la inclinación orbital 16,30 grados. Emplea 1989,06 días en completar una órbita alrededor del Sol.

## Características físicas
La magnitud absoluta de 2012 TX55 es 16,1. Tiene 3,909 km de diámetro y su albedo se estima en 0,152.